# يوري بوغدان
يُوري بوغدان (بالكرواتية: Jure Bogdan) هو كاهن كاثوليكي كرواتي، ولد في 9 نوفمبر 1955.